# Иньчан
Иньчан или Инь Чан (1859 − 1928 или 1934) — китайский государственный и военный деятель, посол в Германии и реформатор образования в Цинской империи и Китайской республике. Он был назначен первым военным министром страны в конце династии Цин. Во время республики он служил начальником военного штаба для всех последующих президентов в правительстве Бэйян. Он был этническим маньчжуром, и его семья принадлежала к Белому знамени Маньчжурской военной организации (滿洲正白旗).

## Биография

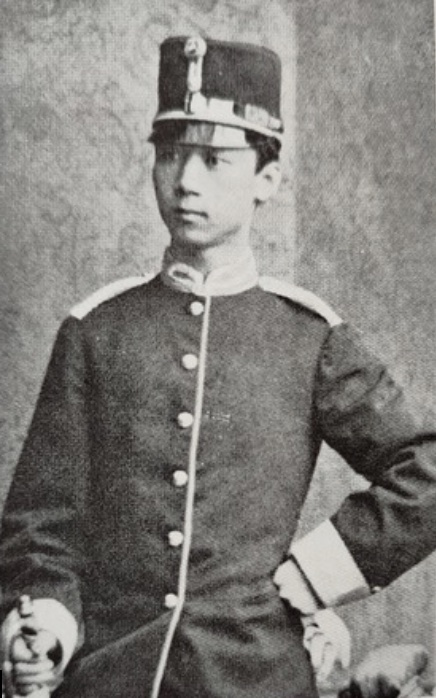
Иньчан, лейтенант 84-го австрийского пехотного полка, 24 мая 1883 г.

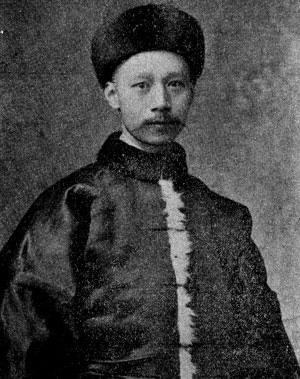
15 августа 1891 года, Пекин. Архивы гауптмана Фридриха Хейера фон Розенфельда

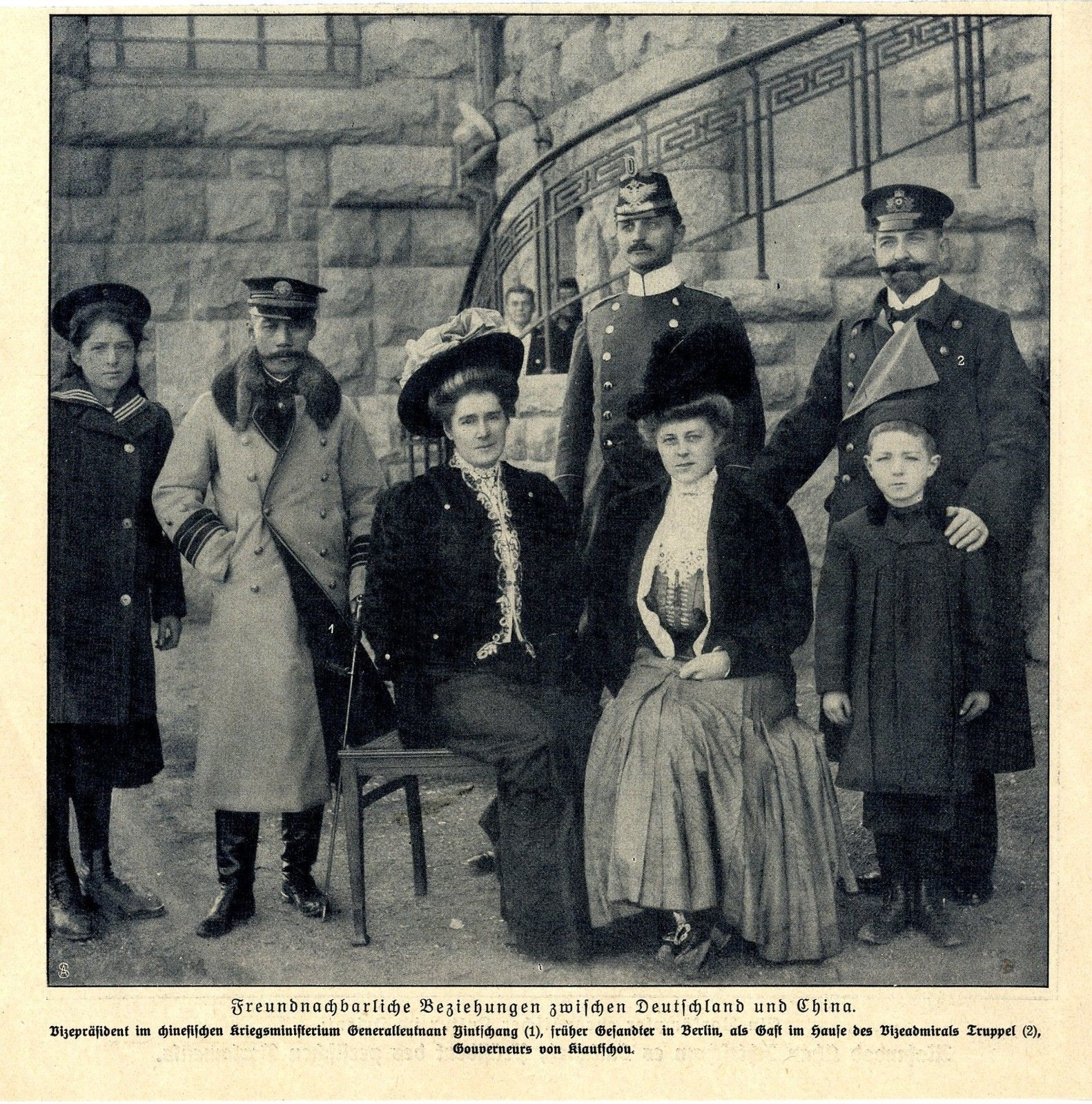
Иньчан с немецким губернатором концессии залива Киаучоу Труппелем в Циндао

## Цинская империя
Первоначально Инь Чан был учеником Гоцзыцзянь, а к 1872 году он изучал немецкий язык в училище Тунвэньгуань в Пекине. В 1877 году он был направлен в Германию в качестве атташе недавно созданного китайского посольства в Берлине, имевшего офисы в Вене и Амстердаме. По прибытии в Берлин он плохо говорил по-немецки. Однако он быстро компенсировал любой недостаток, овладев верхненемецким языком, берлинской манерой речи, а также разговорным языком имперских гренадеров. Георг фон дер Габеленц, отец-основатель немецкого китаеведения, во введении к своей публикации 1883 года «Китайская грамматика» признал свою дружбу с Иньчаном, высоко оценив его работу по рецензированию рукописей книги и владение немецкой грамматикой. Находясь в Берлине, Иньчан женился на немке, от которой у него родилась дочь.
В 1879 году Иньчан поступил на четыре года в Королевскую прусскую военную академию в Гросс-Лихтерфельде (Preußische Hauptkadettenanstalt). Он изучал военное дело одновременно с однокурсником наследным принцем Вильгельмом II. Его исследования оказали бы формирующее влияние, решающее для его дальнейшей карьеры. В это время он впервые познакомился с семьей Крупп, производителями боеприпасов и вооружения, и подружился с ними. Для продолжения военной подготовки Иньчан был направлен лейтенантом в 84-й австрийский пехотный полк, дислоцированный в Вене под командованием барона фон Бауэра в 1883 году. Он стал восторженным приверженцем венского образа жизни.
Иньчан был отозван в Китай в 1884 году и первоначально направлен в Военно-морскую академию Тяньцзинь; однако в декабре его вызвали в Пекин в качестве переводчика немецкого военного посланника при императоре. К июню 1885 года Иньчан был назначен инструктором по военному делу в Военной академии Тяньцзинь (天津武備學堂), где он представил немецких офицеров для обучения изучению и практике немецких военных методов. В следующем году он был назначен суперинтендантом академии. Будущий президент Китайской Республики Фэн Гочжан учился у него.
После первой китайско-японской войны (1884—1885) Германия вступила в переговоры по Симоносекскому договору и использовала убийство двух немецких миссионеров, чтобы потребовать уступку залива Киаочжоу (Цзяосянь) в провинции Шаньдун. В 1898 году принц Генрих Прусский со своей Восточно-Азиатской военно-морской эскадрой вошел в Тяньцзинь. Иньчан был вызван для переговоров о претензиях Германии на район залива Киаочжоу и порт Циндао. Иньчан превратил миссию принца Генриха в дипломатический, а не военный успех, сделав его первым иностранным властелином, которого принял Императорский двор. Зимой 1899 года Иньчан возглавил переговоры с Германией о железной дороге и правах на добычу полезных ископаемых в Шаньдуне (山東路礦章程) и концессию в Циндао. Его переговоры стали частью Боксерского протокола, подписанного 7 сентября 1901 года в Пекине. Впоследствии эти условия были включены в Тяньцзиньский протокол, который в 1918 году стал частью мирного договора с Германией, завершившего Первую мировую войну.
Говорят, что во время Боксерского восстания, когда войска Альянса восьми держав штурмовали Пекин, чтобы освободить осажденные посольства, Иньчан со своими вооруженными немцами солдатами сопровождал императора Гуансюя и вдовствующую императрицу Цыси к безопасному проходу через задние ворота Запретного города в безопасность провинции Шэньси, где иностранцы не могли добраться до них.
В 1901 году Иньчан был назначен генерал-лейтенантом Белознаменного гарнизона (正白旗漢軍副都統). В августе 1901 года он был назначен послом Китая в Германии (Берлин). Кроме того, в сентябре 1901 года императорским указом Иньчану было поручено сопровождать Цзайфэна, принца Чуня, в Германию со специальной миссией передать кайзеру Вильгельму II сожаление Китая об убийстве барона Клеменса фон Кеттелера во время Боксерское восстание. Миссия увенчалась неожиданным успехом: принца Чуна, первого члена императорской семьи, отправившегося за пределы Китая, с нетерпением ждали любопытные и полные энтузиазма толпы. После некоторых переговоров кайзер устроил принцу Чуну великолепный прием и, обрадованный молодым принцем, пригласил его посмотреть военные маневры 50-тысячного войска в Данциге . Международная пресса освещала каждый его шаг, и его популярность вызвала некоторое беспокойство у вдовствующей императрицы, заставив ее сократить оставшуюся часть его европейского турне.
Как посол Иньчан был полиглотом, воспитанным на маньчжурском и китайском (мандарин), и, помимо владения немецким языком, он знал французский, дипломатический язык и английский язык. Кайзер и его двор были очарованы его знанием берлинского диалекта, что сделало его популярной фигурой. Во время пребывания посла Иньчана в Германии в посольских отчетах отмечалось, что он время от времени был собутыльником кайзера. Кайзера Вильгельма II интересовали проблемы модернизации вооруженных сил страны . Кайзер научил Иньчана многому об организации, обучении, дисциплине и оснащении современной армии. Также в это время Иньчана попросили занять пост посла в Нидерландах на срок. Вернувшись в Германию, он организовал государственный визит в Китай принца Адальберта Прусского, третьего сына кайзера Вильгельма II.
В 1905 году он был отозван в Китай и назначен директором Дворянского колледжа (貴冑學堂總辦) в Пекине. Поскольку Иньчан подстригся, он прикрепил косу парика к своей официальной шляпе, которую носил во время своих частых вызовов в суд, к большому неодобрению старых бюрократов. Сначала он начал свою кампанию по модернизации, заменив традиционную униформу китайской армии на униформу, созданную по образцу униформы немецкой армии. В качестве снаряжения он заказал у Круппа оружие и боеприпасы. Иньчан был ведущим сторонником отмены имперского экзамена, который, по его мнению, был необходим для модернизации Китая . Самое главное, это имело далеко идущие последствия; вытеснение классиков конфуцианства открыло учебную программу для всех современных дисциплин естественных и гуманитарных наук. Вместо социального продвижения исключительно за счет назначения на государственную службу теперь студенты могли заниматься своими интересами и готовиться к профессии, в том числе военной.
В сентябре 1906 года Иньчан стал главнокомандующим в Цзянбэй (江北提督), а два месяца спустя стал начальником штаба армии (陸軍部右侍郎). К сентябрю 1908 года он был повторно назначен послом Китая в Германии, но из-за осенних военных маневров в Аньвэй (Аньхой) отложил свой отъезд. Затем внезапная смерть императора Гуансюя 14 ноября, за которой последовала смерть вдовствующей императрицы Цыси 15-го числа и последующее введение в должность регента Цзайфэна, принца Цин, Иньчан не смог занять свой пост до весны 1909 года. Принц-регент Цзайфэн хотел казнить Юань Шикая за предательство своего брата императора Гуансюя и 100-дневную реформу. Иньчан выступил от имени Юань Ши Кая, и принц Цзайфэн смягчил приговор, который должен был быть изгнан из Пекина. В 1910 году Иньчан был отозван в Китай, чтобы занять должность исполняющего обязанности председателя Военного совета (陸軍部尚書) . Не желая оставлять свою работу в Германии, Иньчан заметил: «Я не думаю, что наша страна еще достаточно продвинулась вперед, чтобы человек мог достичь больших результатов за короткий промежуток времени. Я не считаю свое назначение ни завидным, ни назначением, на котором я, вероятно, смогу добиться каких-либо выдающихся результатов».

### Синьхайская революцияиБэйянское правительство

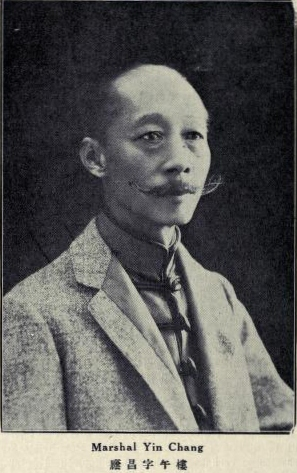
Иньчан (Кто есть кто в Китае, 3-е изд., 1925 г.)

В сентябре 1910 года Иньчан стал начальником штаба всех армейских дивизий, дислоцированных в окрестностях Пекина (訓練近畿陸軍各鎮大臣). Три месяца спустя Иньчан был назначен первым военным министром принца Цин. Кабинет министров, и он объединил различные рода войск под своей эгидой. В качестве военного министра Иньчан поставил перед собой три цели: 1) повысить эффективность и экономичность своего министерства; 2) усовершенствование военной профессии; 3) установление национальной цепочки командования вооруженными силами при министерстве. Чтобы привить чувство профессионализма, он приказал всем офицерам носить на работе мундиры и использовать воинские салюты во всех случаях, официальных и гражданских. Ему удалось воспитать в армии чувство патриотизма, о чем свидетельствует новое уважение и гордость за военную профессию. В качестве первого военного министра Иньчан посвятил себя просвещению населения страны с общей информацией о вооруженных силах, функциях и обязанностях армии. Он хотел создать чувство патриотизма, сделав военное дело в школах, и Императорский университет добавил в учебную программу военный курс. Ему требовались военные учения и обучение, а также физическое воспитание, включенное в учебную программу средних и начальных школ. Усилия Иньчана по проведению реформ встретили противодействие со стороны традиционалистов, официальных лиц, защищающих свои интересы и синекуры, и провинциальных правительств, охраняющих свою власть. Маньчжурская династия пала до того, как стали очевидны результаты его работы. Различные его аспекты использовались сменяющими друг друга режимами в своих целях.
В мае 1911 года Иньчан получил звание генерала, но также остался в кабинете министров. После начала Синьхайской революции в августе того же года генерал Иньчан был назначен главнокомандующим имперскими силами и отправлен для подавления революционной армии в провинции Хубэй. Однако, как только он добрался до фронта, премьер-министр Юань Шикай (китайцы против маньчжуров) отменил его командование армией династии Цин, в результате чего жизненно важные заводы по производству оружия и боеприпасов остались незащищенными. Это погасило все надежды на конституционную монархию. По возвращении в Пекин он был назначен начальником Генерального штаба, но ушел в отставку со своего поста, когда Юань Шикай сформировал свой кабинет. Было высказано предположение, что если бы маршалу Иньану было разрешено остаться в провинции Хубэй, революция могла бы не увенчаться успехом. Когда 12 февраля 1912 года с отречением императора от престола была упразднена монархия, Иньчан оставил свой пост в кабинете министров, отметив День князей: один монгольский и восемь маньчжурских князей коллективно подали в отставку.
С учреждением Китайской Республики 10 марта 1912 года, когда Юань Шикай стал временным президентом в Пекине, правительство Бэйяна назначило Иньчана высшим дипломатическим советником в Министерстве иностранных дел . Он также взял на себя ответственность специального посланника между небольшим двором во дворце и Бэйянской республикой. В декабре 1912 года Иньчан был восстановлен в звании генерала, а также занимал должность начальника военного штаба президента Юань Шикая (總統府軍事處處長). Иньчан, следуя осторожному примеру других официальных лиц Империи, почувствовал необходимость приобрести недвижимость в контролируемом немцами Циндау (Циндао) в 1913 году. Когда в мае 1914 года от республики был учрежден Сенат, Иньчан стал одним из двух национальных представителей маньчжур. 13 января 1915 года первые члены Сената были приведены к присяге в храме Гуаньюэ Иньчан, который провел церемонию принесения присяги от имени президента Юань Шикая. В мае 1915 года Юань Шикай отказался от государственного гимна, провозглашенного Сунь Ят-сеном, и запустил новый государственный гимн Китайской Республики: «Китай героически стоит во вселенной…» (1915—1921) на слова генерала Иньчана, музыка Ван Лу. В эти годы Юань Ши Кай подарил свою седьмую дочь, прекрасную Юань-Фу Чжэнь, сыну Инь Чана, Инь Те-Ге, также известному как Инь Чан, таким образом образовав союз. Когда, несмотря на все усилия Инь Чана отговорить его, Юань Шикай объявил себя императором в августе 1915 года , он ушел из правительства. После смерти Юань Шикая в июне 1916 года Иньчан был отозван на должность начальника штаба при президенте Ли Юаньхуне.
Когда утром 1 июля 1917 года армия генерала-роялиста Чжан Сюня вошла в Пекин и провозгласила восстановление Пу И императором Китая, Иньчан ушел из Республики и вошел в Запретный город, чтобы стать командующим Императорской гвардией. Через десять дней, когда это восстановление не удалось, не оставив Иньчану альтернативы, он попытался покончить жизнь самоубийством. Официально он оставался главным военным советником и, возобновив свои обязанности в октябре, был награжден золотой медалью первой степени.
К декабрю 1917 года Иньчан был восстановлен в должности начальника Генерального штаба республики. В январе 1919 года Сюй Шичан повторно назначил его военным начальником штаба президента, должность, которую он занимал при последующих президентах Ли Юаньхуне, Фэн Го-чане (Фэн Гочжан) и Сюй Ши-чане (Сюй Шичан).
В 1922 году, 21 октября, Иньчан, представляющий Республику, присутствовал на свадьбе императора Пу И и принцессы Ванжун из дома Гобуло клана Простого Белого Знамени. В январе 1923 года маньчжурский двор провел свой последний большой праздник в Запретном городе. Иньчану было поручено публично передать официальные поздравления Республики императору и вручить ему особый подарок президента Ли Юаньхуна (1864—1928). В заключение Иньчан сказал: «То, что только что произошло, было сделано от имени Республики, теперь я лично отдам дань уважения Императору», и выполнил традиционный низкий поклон. Его участие в республиканской службе не отменяло того факта, что Иньчан никогда не порывал со старой династией.
В последние годы жизни служил военным советником генералиссимуса Чан Кайши. В октябре 1923 года ему было присвоено звание маршала с «Чжуан Вэй» (莊威將). Он умер в Пекине в 1928 или 1934 году.

## Награды и почести
- Орден Двойного Дракона (Китай)